# Butyllitium

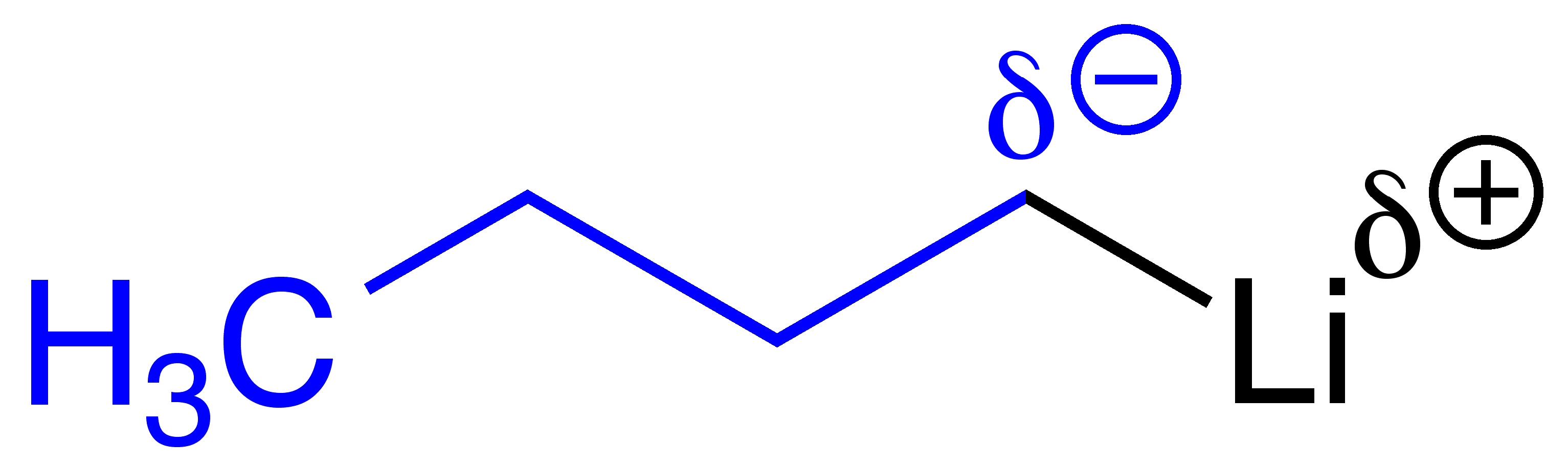
nButyllitium (n-BuLi)

Butyllitium, n-butyllitium (förkortas BuLi), CH3(CH2)3Li är en organisk litiumförening och mycket kraftig bas med stor användning inom organisk syntes. Den saluförs som olika lösningar i alkaner, till exempel 2,0 M i hexan. Butyllitium framställs genom reaktion mellan 1-klorbutan eller 1-brombutan och metalliskt litium.

## Egenskaper
Ämnet är ett fast pulver som fattar eld i luft. För alla praktiska tillämpningar användas lösningar av ämnet i alkaner som kan fås med koncentrationer upp till 10 M. Lösningar av BuLi är färglösa, men eftersom en β-eliminationsreaktion äger rum vid rumstemperatur, varvid 1-buten bildas och LiH faller ut. Dessa lösningar antar en gul färg.
C4H9Li → LiH + CH3CH2CH=CH2

## Reaktioner
BuLi kan agera bas och metallera ett stort antal svaga syror. Den kan utföra metall-halogenutbyte med vissa organiska jodider och bromider så att litium tar halogenens plats i föreningen. BuLi är användbart i transmetalleringsreaktioner där litium kan inta den plats där en annan metall sitter i en metallorganisk förening. BuLi kan även agera nukleofil och addera till karbonylföreningar analogt med grignardreaktioner till exempel addition till aldehyder och ketoner. Tetrahydrofuran (THF) är ett ofta använt lösningsmedel för reaktioner med BuLi trots att det inte är stabilt tillsammans med den starka basen. Detta är en bidragande orsak till att dessa reaktioner ofta utförs kallt.